# Figulus chaminadei
Figulus chaminadei là một loài bọ cánh cứng trong họ Lucanidae. Loài này được Benoit mô tả khoa học năm 2001.